# FBXO9
FBXO9‏ (F-box protein 9) هوَ بروتين يُشَفر بواسطة جين FBXO9 في الإنسان.